# シリアスアティテュード
シリアスアティテュード (Serious Attitude) はアイルランドで生産され、イギリスで調教された競走馬である。

## 経歴

### 競走馬時代
2008年8月にウィンザー競馬場で競走馬デビュー戦を迎え、2着馬に5馬身差をつけて初勝利を挙げた。続く9月4日にソールズベリー競馬場で行われたディックプールフィリーズステークス（準重賞）では2着馬に3馬身をつけて勝利した。そして重賞およびG1競走初挑戦となったチェヴァリーパークステークスでは1番人気に支持され、2着となったアスペンダーリンに半馬身差をつけて勝利し、無敗でG1競走初勝利を挙げた。その後は休養に入り、3戦3勝で2歳を終えた。
2009年、休養を終えて3歳の緒戦は1000ギニーに出走。2番人気に支持され、レインボーヴューとの無敗馬対決に注目が集まったが、見せ場がなく7着と凡走した。その後サマーステークス (G3) を制し、8月にフランスのモーリス・ド・ゲスト賞へ出走したが8着に敗れた。
2010年、休養を終えて5月8日のリステッド競走で復帰し2着となる。その後6月19日のゴールデンジュビリーステークスでは10着、7月9日のジュライカップでは14着と2戦続けて二桁着順に終わった。続くパークステークス (G2) では9着、ダイアデムステークス (G2) でも5着と勝ち切れないレースが続いた。カナダに遠征し、この年からG1に昇格したニアークティックステークスに出走、ひさびさの勝利を収めるとともにG1競走2勝目となり、その競走を最後に引退した。

### 繁殖牝馬時代
競走馬引退後は繁殖牝馬となる。2010年にファシグ・ティプトン主催のセールで社台ファームによって185万ドルで購買され、日本で繁殖生活を送っている。2018年11月11日、3番仔のスティッフェリオ（父ステイゴールド）が福島記念を制し、産駒初の重賞制覇を果たした。
オルフェーヴルとの仔を受胎中だった2019年4月25日に死亡。

## 競走成績
| 出走日     | 競馬場           | 競走名                    | 格   | 距離 | 着順 | 騎手           | 着差    | 1着（2着）馬    |
| ---------- | ---------------- | ------------------------- | ---- | ---- | ---- | -------------- | ------- | --------------- |
| 2008.08.10 | ウィンザー       | メイドンオークション      |      | 芝6f | 1着  | D.プロバート   | 5馬身   | (Kingswinford） |
| 2008.09.04 | ソールズベリー   | ディックプールフィリーズS | 準重 | 芝6f | 1着  | J.フォーチュン | 3馬身   | (Sneak Preview) |
| 2008.10.03 | ニューマーケット | チェヴァリーパークS       | G1   | 芝6f | 1着  | J.フォーチュン | 1/2馬身 | (Aspen Darlin)  |

## 繁殖成績
|       | 生年   | 馬名             | 性 | 毛色 | 父                 | 馬主                   | 厩舎                           | 戦績                  | おもな勝ち鞍                                   | 出典   |
| ----- | ------ | ---------------- | -- | ---- | ------------------ | ---------------------- | ------------------------------ | --------------------- | ---------------------------------------------- | ------ |
| 初仔  | 2012年 | アンギアーリ     | 牡 | 鹿毛 | ゼンノロブロイ     | （有）社台レースホース | 美浦・堀宣行 →園田・田中道夫   | 8戦0勝（引退）        |                                                | [ 8 ]  |
| 2番仔 | 2013年 | サプルマインド   | 牝 | 鹿毛 | ディープインパクト | （有）社台レースホース | 栗東・藤原英昭                 | 18戦4勝（引退・繁殖） |                                                | [ 9 ]  |
| 3番仔 | 2014年 | スティッフェリオ | 牡 | 鹿毛 | ステイゴールド     | （有）社台レースホース | 栗東・音無秀孝                 | 29戦8勝（引退）       | 2018年福島記念、2019年小倉大賞典、オールカマー | [ 10 ] |
| 4番仔 | 2015年 | エバーミランダ   | 牝 | 鹿毛 | ディープインパクト | 宇田豊                 | 美浦・久保田貴士               | 27戦2勝（引退・繁殖） |                                                | [ 11 ] |
| 5番仔 | 2016年 | シーリアスラブ   | 牡 | 鹿毛 | ディープインパクト | 吉田千津               | 栗東・音無秀孝 →栗東・杉山佳明 | 42戦2勝（引退）       |                                                | [ 12 ] |
| 6番仔 | 2017年 | シリアスフール   | 牡 | 鹿毛 | ディープインパクト | 吉田千津               | 栗東・西村真幸                 | 2戦1勝（引退）        |                                                | [ 13 ] |
| 7番仔 | 2018年 | リオンドール     | 牡 | 鹿毛 | オルフェーヴル     | （有）社台レースホース | 栗東・音無秀孝 →美浦・田村康仁 | 8戦1勝（引退）        |                                                | [ 14 ] |

## 血統表
| シリアスアティテュードの血統ブレニム系／Donatello 4×5=9.38%、Northern Dancer 5×5=6.25%（母内） | シリアスアティテュードの血統ブレニム系／Donatello 4×5=9.38%、Northern Dancer 5×5=6.25%（母内） | シリアスアティテュードの血統ブレニム系／Donatello 4×5=9.38%、Northern Dancer 5×5=6.25%（母内） | （血統表の出典）    | （血統表の出典） |
| 父 Mtoto 1983 鹿毛                                                                             | 父の父Busted 1963 鹿毛                                                                         | Crepello                                                                                       | Donatello           | Donatello        |
| 父 Mtoto 1983 鹿毛                                                                             | 父の父Busted 1963 鹿毛                                                                         | Crepello                                                                                       | Crepuscule          |                  |
| 父 Mtoto 1983 鹿毛                                                                             | 父の父Busted 1963 鹿毛                                                                         | Sans le Sou                                                                                    | *ヴィミー           | *ヴィミー        |
| 父 Mtoto 1983 鹿毛                                                                             | 父の父Busted 1963 鹿毛                                                                         | Sans le Sou                                                                                    | Martial Loan        |                  |
| 父 Mtoto 1983 鹿毛                                                                             | 父の母Amazer 1967 鹿毛                                                                         | *ミンシオ Mincio                                                                               | Relic               | Relic            |
| 父 Mtoto 1983 鹿毛                                                                             | 父の母Amazer 1967 鹿毛                                                                         | *ミンシオ Mincio                                                                               | Merise              |                  |
| 父 Mtoto 1983 鹿毛                                                                             | 父の母Amazer 1967 鹿毛                                                                         | Alzara                                                                                         | Alycidon            | Alycidon         |
| 父 Mtoto 1983 鹿毛                                                                             | 父の母Amazer 1967 鹿毛                                                                         | Alzara                                                                                         | Zabara              |                  |
| 母 Zameyla 2001 鹿毛                                                                           | 母の父Cape Cross 1994 黒鹿毛                                                                   | Green Desert                                                                                   | Danzig              | Danzig           |
| 母 Zameyla 2001 鹿毛                                                                           | 母の父Cape Cross 1994 黒鹿毛                                                                   | Green Desert                                                                                   | Foreign Courier     |                  |
| 母 Zameyla 2001 鹿毛                                                                           | 母の父Cape Cross 1994 黒鹿毛                                                                   | Park Appeal                                                                                    | Ahonoora            | Ahonoora         |
| 母 Zameyla 2001 鹿毛                                                                           | 母の父Cape Cross 1994 黒鹿毛                                                                   | Park Appeal                                                                                    | Balidaress          |                  |
| 母 Zameyla 2001 鹿毛                                                                           | 母の母Angelic Sounds 1990 栗毛                                                                 | The Noble Player                                                                               | The Minstrel        | The Minstrel     |
| 母 Zameyla 2001 鹿毛                                                                           | 母の母Angelic Sounds 1990 栗毛                                                                 | The Noble Player                                                                               | Noble Mark          |                  |
| 母 Zameyla 2001 鹿毛                                                                           | 母の母Angelic Sounds 1990 栗毛                                                                 | Twany Angel                                                                                    | Double Form         | Double Form      |
| 母 Zameyla 2001 鹿毛                                                                           | 母の母Angelic Sounds 1990 栗毛                                                                 | Twany Angel                                                                                    | Athy Angel F-No.6-f |                  |

### 血統背景
- 大叔父、マウントアブ（2001年フォレ賞）
- 半妹バスラットアマル（父ニューアプローチ）の仔に2021年ニュージーランドトロフィー勝ちのバスラットレオン（キズナ）がいる。